# NGC 7815
NGC 7815 – gwiazda o jasności obserwowanej około 14m, znajdująca się w gwiazdozbiorze Pegaza. Zaobserwował ją Herman Schultz 2 października 1866 roku i błędnie skatalogował jako obiekt typu „mgławicowego”.